# أبهارا موندال
أبهارا موندال (3 أكتوبر 1986 بكلكتا في الهند - ) هو لاعب كرة قدم هندي في مركز حراسة المرمى. لعب مع نادي إيست بنغال ونادي بونه.